# Ibn Mucana
Ibn mucana ou Ibn Muqãnã ou Ibn Muqana al-Qabdaqi ou Abu Zayd'Abd ar-Rahmãn ibn Muqana conforme as diferentes grafias em que o nome aparece escrito (Alcabideche, 1042 — Alcabideche, século XI) foi um importante Poeta árabe, que viveu na Península Ibérica no actual território português, nomeadamente na zona de Alcabideche.
A região de Alcabideche foi durante o tempo árabe e mesmo posteriormente povoada por grande quantidade de moinhos de vento, cuja primeira referência literária a esses moinhos chegou até ao presente graças aos escritos de Ibn Mucana, que nasceu e viveu em Alcabideche.
Foi com as palavras do Poema de Ibn mucana, abaixo, escritas na viragem do Século XI , que Abu Zayd'Abd ar-Rahmãn ibn Muqana, natural de Al-Qabdaq, actual Alcabideche, referenciou a forma de viver a vida rural na então Al-Qabdaq. O poeta queixava-se de que, apesar a sua terra fosse bastante rica, os colectores de impostos não o deixavam em paz, chegando a transformar a opulência em pobreza.
Para expressar as suas ideias ibn Muqana utilizou a metáfora da nora e das nuvens, tornando-se assim o primeiro escritor da Península Ibérica a referir expressamente a existência de moinhos de vento nestas paragens.
Existe uma escola secundária com o seu nome em Alcabideche.

"Ó tu que vives em Alcabideche, oxalá nunca te faltem
nem grãos para semear, nem cebolas nem abóboras

Se és homem decidido precisas de um moinho

que trabalhe com as nuvens sem dependeres dos regatos.

Quando o ano é bom a terra de Alcabideche

não vai além das vinte cargas de cereais.

Se rende mais, então sucedem-se,

ininterruptamente e em grupos compactos,

os javalis dos descampados.

Alcabideche pouco tem do que é bom e útil.

como eu próprio quase surdo como sabes.

Deixei os reis cobertos com os seus mantos

e renunciei a acompanhá-los nos cortejos…

Eis-me em Alcabideche colhendo silvas com uma podoa ágil e cortante.

Se te disserem: gostas deste trabalho?, responde; sim.

O amor da liberdade é o timbre de um carácter nobre.

Tão bem me governam o amor e os

benefícios de Abu Bacre Almofadar

que parti para um campo primaveril."